# Distance de Hausdorff

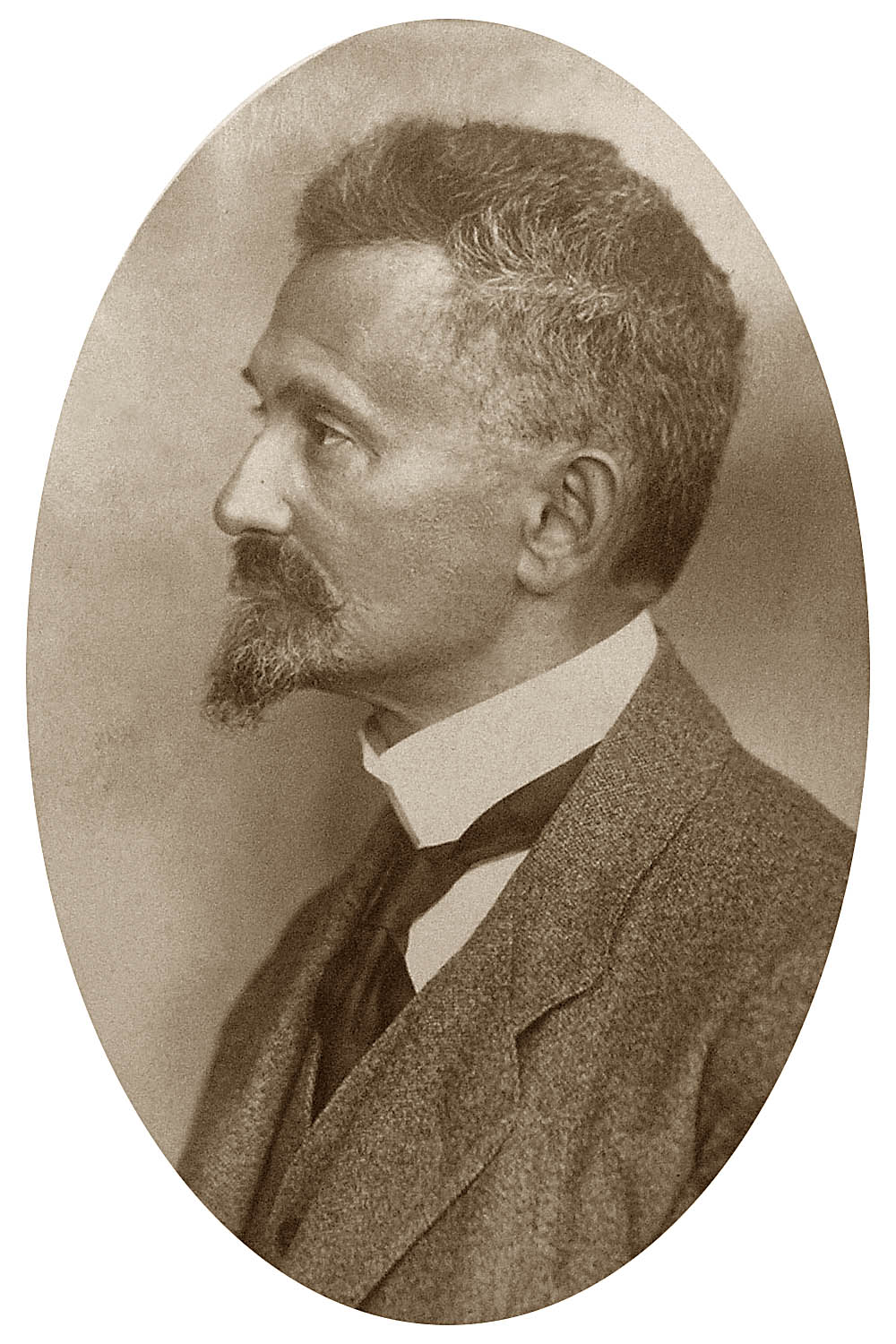
Felix Hausdorff (1868-1942) est le mathématicien à l'origine de la distance portant maintenant son nom.

En mathématiques, et plus précisément en géométrie, la distance de Hausdorff est un outil topologique qui mesure les dissemblances entre deux sous-ensembles d’un espace métrique sous-jacent. Cette distance apparait dans deux contextes bien différents : dans le domaine du traitement de l'image et en mathématiques.

## Champs d'intervention de la distance de Hausdorff
Pour le traitement d'images, elle est un outil aux propriétés multiples, source de nombreux algorithmes. Elle indique si deux formes sont les mêmes et, si elles sont différentes, la distance quantifie ces dissemblances. En dimension 2, la distance de Hausdorff permet de numériser une image ou encore de reconnaître une forme. Cet outil, issu des mathématiques pures, n'est pas toujours adapté pour les traitements industriels. Par exemple, deux formes aux contours de longueurs différentes peuvent être proches, au sens de cette distance. Pour ces raisons, on utilise parfois des variantes, comme la distance de Hausdorff modifiée.
Pour le mathématicien, cette distance est à la géométrie ce que la norme de la convergence uniforme est à l'analyse. La convergence uniforme, en analyse fonctionnelle, procède d'une démarche qui consiste à travailler sur un nouvel ensemble. On n'étudie plus le comportement des nombres, réels ou complexes, sur lesquels est définie la fonction, mais celui d'un ensemble de fonctions. Typiquement, on cherche à résoudre une question à l'aide d'une suite de fonctions, qui sont vues comme des points d'un vaste espace, et qui convergent vers la solution. Les séries de Fourier procèdent d'une démarche de cette nature. Il est tentant d'aborder un problème de géométrie de la même manière. Un point de l'espace devient un solide, on recherche à trouver une solution à l'aide d'une suite de solides convergeant vers la solution. La notion de convergence demande une topologie, celle induite par la distance de Hausdorff offre une réponse.
Un exemple d'application est le problème isopérimétrique dans le plan euclidien. La question est de savoir quelle est la surface de plus grande aire possible, pour un périmètre donné, la réponse est le disque. Une méthode consiste à construire une suite, par exemple de polygones, qui converge vers la solution.
Les premières questions qui se posent sont un peu de même nature que celles de l'analyse fonctionnelle. Dans quel cas l'espace est complet, quels sont les compacts, dispose-t-on d'applications continues, existe-t-il des sous-espaces aisément manipulables et denses, un peu à l'image des polygones ? Les réponses sont suffisamment positives pour que la démarche soit féconde. Si l'espace sous-jacent est complet, l'espace utilisant la distance de Hausdorff l'est aussi. Les compacts, si l'espace métrique est euclidien, sont les ensembles fermés bornés, les polygones forment un ensemble dense, enfin la somme de Minkowski est continue.
Dans ce domaine, le travail mathématique a un effet direct sur la mise au point d'algorithmes répondant spécifiquement aux besoins de l'industrie.

## Construction de la distance

### Approche intuitive

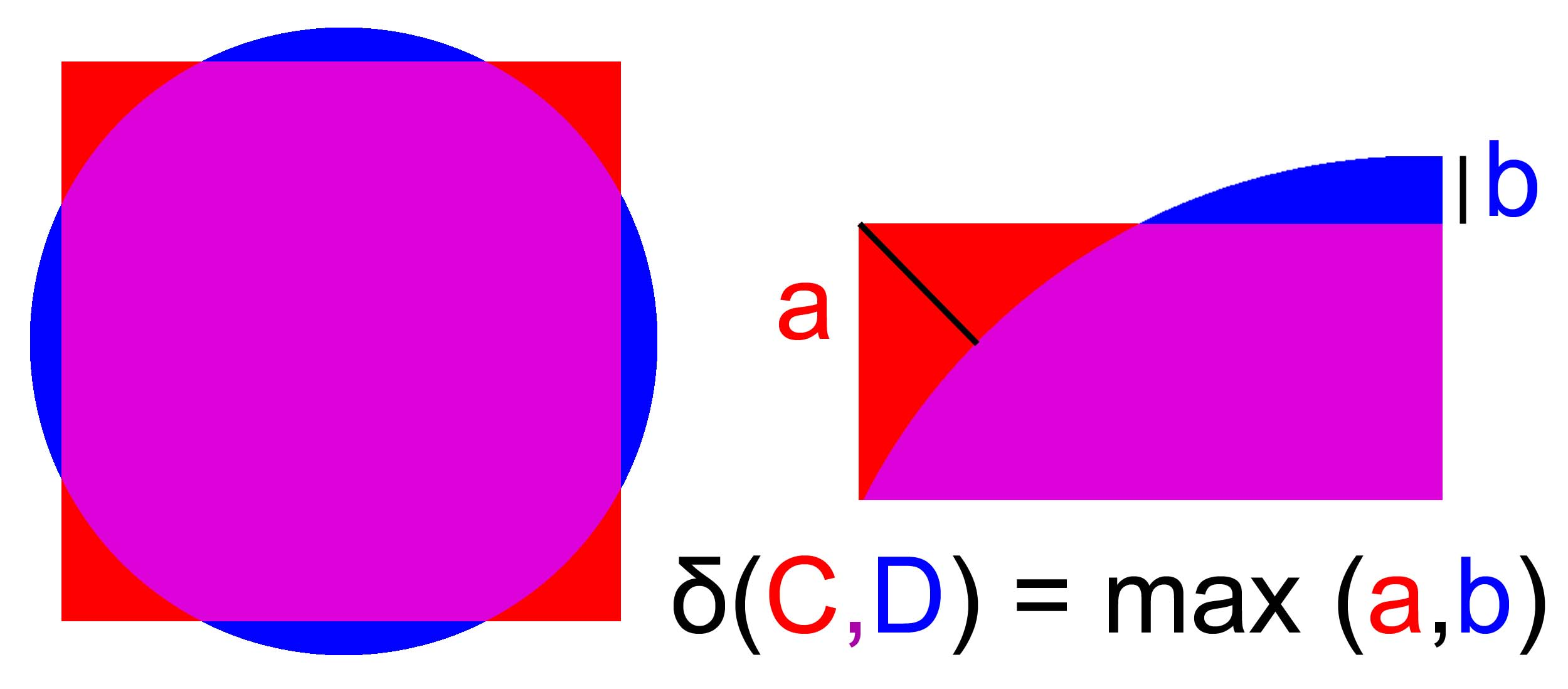
Distance de Hausdorff entre deux ensembles C et D.

L'idée intuitive de Hausdorff est de définir la distance entre deux ensembles C et D comme indiqué sur la figure de droite. C représente le carré rouge et D le disque bleu de même surface et de même centre. À l'endroit où les deux figures coïncident, la couleur est violette, sinon elle est bleue ou rouge. Les différences entre les deux figures se matérialisent sous la forme de 4 lunules bleues et 4 presque triangles rouges.
On considère le point du carré le plus éloigné du disque, c'est un sommet du carré, à une distance a du disque. On considère ensuite le point du disque le plus éloigné du carré, c'est le sommet de la lunule et sa distance au carré est notée b. La distance de Hausdorff est la plus grande valeur des deux, en l'occurrence a, pour l'exemple choisi. Les valeurs a et b sont parfois appelées distance de Hausdorff relative.
La distance de Hausdorff, pour l'ingénieur en imagerie, est un indicateur de similarité entre deux formes géométriques, c'est la raison même de son utilité.
Pour que cette distance puisse vérifier le premier axiome, c'est-à-dire celui indiquant que la distance entre deux figures distinctes n'est jamais nulle, on ne peut considérer tous les ensembles. Deux boules, une ouverte et l'autre fermée, de même centre et de même rayon seraient deux ensembles différents à une distance nulle. Une autre raison pousse à limiter les ensembles considérés. La distance entre une droite et une boule serait infinie, ce qui n'est pas possible d'après les axiomes de la distance. Pour cette raison, Hausdorff limite l'ensemble aux bornés. Cette distance est souvent utilisée pour étudier des géométries proches de celles d'un espace de dimension finie, pour cette raison, on impose parfois aux ensembles d'être compacts. Enfin, la distance d’un point à l'ensemble vide n'est pas bien définie (l’application rigoureuse de la définition la voudrait infinie) ; pour cette raison, l'ensemble vide n'est pas considéré.

### Formulations de la distance
Il existe différentes manières d'exprimer la distance d(X, Y) entre deux ensembles fermés bornés non vides X et Y d'un espace métrique (E, δ). La première correspond à la définition du paragraphe précédent :
Une autre formulation consiste à considérer les ensembles Xr et Yr, où r est un réel positif. Ici, Xr (resp. Yr) désigne l'ensemble des points de E à une distance inférieure ou égale à r de X (resp. Y), aussi appelés r-voisinages de X et de Y. La distance prend alors la forme suivante :

### Définition formelle
Soient (E, δ) un espace métrique et EH l'ensemble des fermés bornés non vides de E. La distance de Hausdorff d sur EH est l'application d, de EH × EH dans ℝ+, définie par la formule ci-dessus.
Ces notations sont utilisées dans tout le reste de l'article.
Remarque : la distance δ s'applique à deux points, ou à un point et une partie, tandis que la distance de Hausdorff d s'applique à deux parties (fermées, bornées et non vides). Par exemple dans ℝ :
Si la distance sur E est bornée, la distance de Hausdorff est définie sur tous les fermés non vides de E (tous sont bornés). Dans le cas contraire, la « distance » étendue aux fermés non bornés peut prendre des valeurs infinies.
Il est également possible de définir la distance de Hausdorff entre deux sous-ensembles non fermés de E comme la distance de Hausdorff entre leurs adhérences. On munit ainsi l’ensemble des sous-ensembles de E d’un écart (puisque deux sous-ensembles distincts mais partageant la même adhérence auront une distance de Hausdorff nulle).

### Exemple

La distance entre deux itérés successifs d'un triangle de Sierpinski égale ici à 1.

La distance de Hausdorff entre un triangle et sa frontière est égale au rayon du cercle inscrit dans le triangle. L'application au calcul de la distance de Hausdorff entre deux itérés successifs de la suite classique de compacts convergeant vers le triangle de Sierpinski est immédiate. On peut multiplier les exemples avec d'autres attracteurs de systèmes de fonctions itérées.

## Continuité

### Ensemble dense

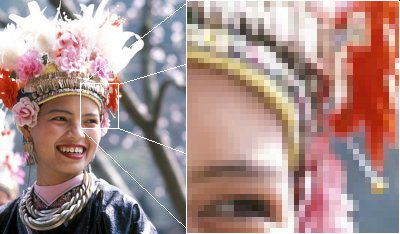
Exemple d'image matricielle.

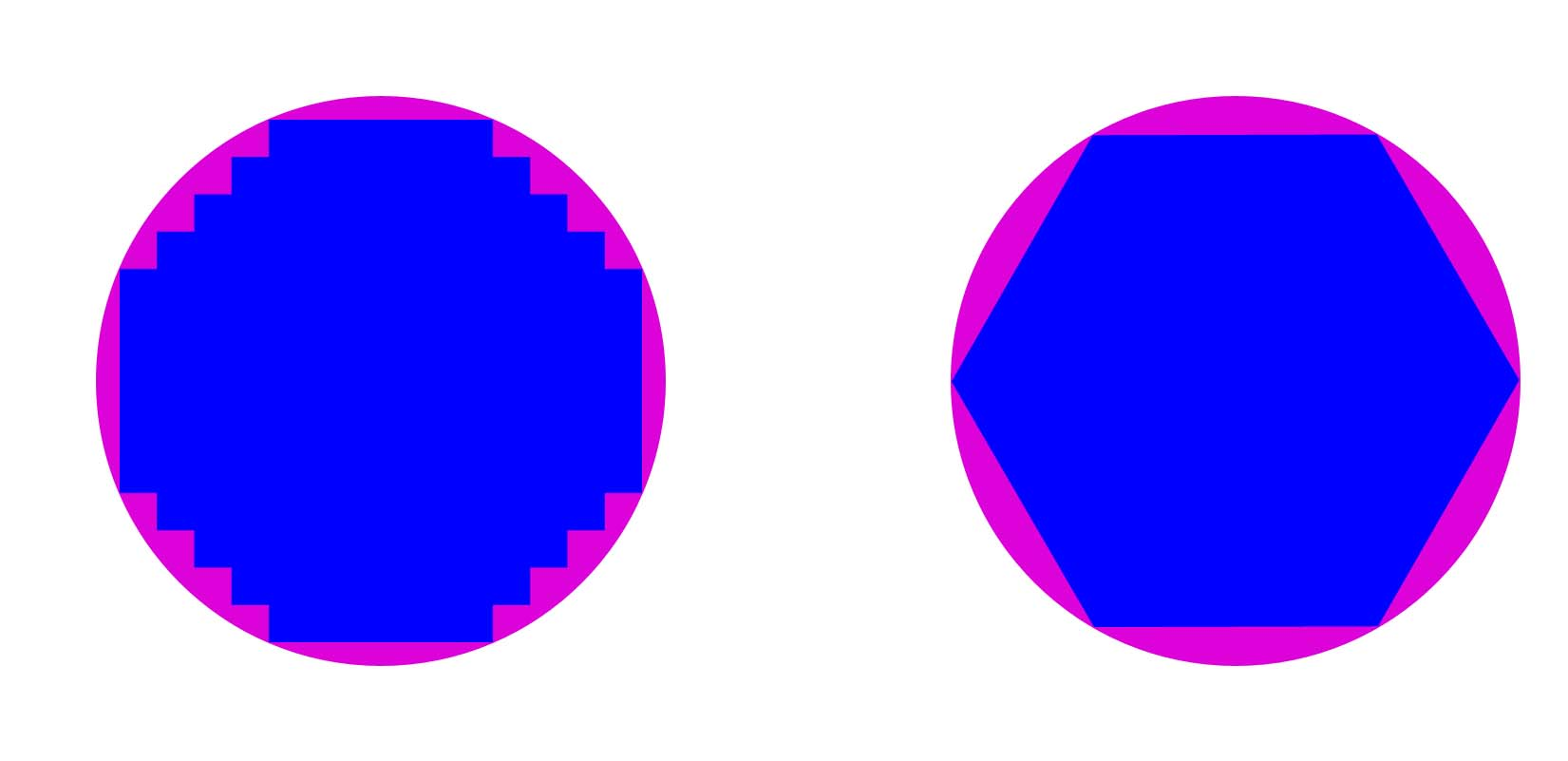
Les polygones et les carrés choisis sur une grille définissent deux ensembles denses.

L'existence d'ensembles denses intéresse autant le mathématicien que l'ingénieur en traitement d'images. Pour l'ingénieur, un sous ensemble dense permet d'approximer n'importe quel point de EH (le terme point désigne un élément de l'ensemble étudié, ici des figures géométriques). Ainsi FH est dense dans EH lorsque pour tout point X de EH et pour tout nombre réel ε strictement positif, il existe un point Y de FH à une distance inférieure à ε de X.
L'ensemble dense est choisi plus petit pour pouvoir être travaillé plus commodément. La figure de droite illustre deux ensembles denses, si E est un espace euclidien, comme le plan pour le traitement d'images. Le premier exemple correspond aux pixels. L'espace est quadrillé par un ensemble de droites (des hyperplans en dimension quelconque) dont les directions sont toutes orthogonales à un vecteur d'une base orthonormale et les droites parallèles entre elles sont régulièrement espacées. Cette grille définit un ensemble de petits carrés (d'hypercubes si la dimension est quelconque), le premier ensemble dense est celui constitué d'un ensemble fini de petits carrés de cette nature. Les ingénieurs parlent d'image matricielle
En mathématiques, on choisit souvent le pas de la grille égal à 1/2n, où n est un entier quelconque, il existe ainsi une infinité de « tailles de grille » possibles, de plus en plus précises à mesure que n augmente. Une forme, par exemple le cercle violet sur la figure de droite, est approximée par ces petits carrés. Un algorithme consiste à sélectionner un petit carré s'il possède une intersection non vide avec la figure qu'il doit approximer.
Une deuxième méthode consiste à choisir comme ensemble dense les polygones, ou encore les polyèdres dans le cas d'une dimension quelconque. Pour un ingénieur, beaucoup moins d'informations sont nécessaires pour décrire une figure géométrique avec cette méthode. Cette approche permet, soit un gain de temps, soit une précision accrue. La deuxième figure de droite est une approximation polygonale, aussi appelée image vectorielle. Pour le mathématicien, les polyèdres forment un ensemble contenant strictement le précédent, il est donc naturel qu'il soit dense, lui aussi.
Il est parfois utile de conserver la convexité, une fois encore, les polyèdres convexes forment un ensemble dense parmi les convexes de EH.

### Fonctions continues

La courbe de Koch permet de construire une suite convergente pour la distance de Hausdorff et dont le périmètre diverge.

Si une fonction est continue, ce qu'elle représente est bien conservée par de petites modifications. Un exemple essentiel est la somme de Minkowski. À deux ensembles X et Y, on associe l'ensemble des vecteurs de la forme x + y où x est élément de X et y de Y. En imagerie, sommer une figure avec un petit disque permet d'atténuer les contours. En mathématiques pures, la somme de Minkowski intervient dans de nombreux théorèmes isopérimétriques. Le fait que C soit un compact convexe implique l'égalité C + C = 2C (ce qui n'est pas une évidence, la première partie correspondant à une somme de Minkowski et la deuxième à une homothétie de rapport 2). C'est un élément clé de la démonstration du théorème de Minkowski, utilisé en théorie algébrique des nombres.
Un deuxième exemple est donné par la fonction mesure, si E est un espace euclidien. La mesure de Lebesgue associe à une figure son volume. Elle possède une forme de continuité pour la distance de Hausdorff, elle est semi continue supérieurement. Cela indique que si un algorithme construit une figure à l'aide d'approximations de plus en plus précises, la figure finale possède une mesure qui ne fait pas de saut vers le bas. Mathématiquement, on le modélise par une suite (Xn) de figures qui converge vers une figure X, au sens de Hausdorff. Le volume de la figure X n'est pas beaucoup plus petit que celui de Xn, si n est grand. Si μ désigne la mesure de Lebesgue, c'est-à-dire la fonction qui à une figure associe son volume :
S'il n'existe pas de possibilité de saut vers le bas, il peut y en avoir vers le haut. On peut s'en rendre compte en construisant une image à l'aide d'étapes successives, notées (Xn). On suppose que l'image est composée de pixels trop petits pour être visibles. À chaque étape, l'algorithme ajoute quelques points isolés dans une surface C. Comme ils sont isolés, les images Xn ne contiennent rien de visible dans C tant que n reste petit. En revanche, si n devient très élevé, on peut voir apparaître une surface visible dans C, de mesure non nulle, qui est souvent un artéfact indésirable. Mathématiquement, cela provient du fait qu'il existe un ensemble dénombrable de points, qui forment chacun un ensemble de mesure nulle, dont l'adhérence n'est pas de mesure nulle. On peut prendre par exemple les points de C à coordonnées rationnelles.
À la différence du volume, la fonction périmètre, ou plus précisément la mesure de la frontière, ne possède aucune continuité. Il est possible de construire deux figures très proches, au sens de Hausdorff, et de périmètres aussi éloignés qu'on le souhaite. À l'aide de la courbe de Koch, il est possible de construire une suite convergente de figures géométriques, dont les périmètres successifs divergent. Cette discontinuité, pour l'ingénieur, signifie qu'un algorithme uniquement fondé sur la distance de Hausdorff risque de ne pas respecter précisément les contours. C'est une des raisons qui poussent à utiliser des distances modifiées.

## Propriétés
La distance de Hausdorff sur E définit une distance sur l’ensemble K(E) des compacts non vides de E. K(E) est alors un espace métrique et sa topologie dépend de celle de E.
Si E est un espace complet, alors K(E) est complet. Le théorème du point fixe de Banach s'applique donc. L'application du théorème du point fixe à K(E) est à la base de l'étude d'un système de fonctions itérées. On en déduit également le théorème de collage.
Si E est un espace compact, alors K(E) est compact.
Par conséquent, toute suite {\displaystyle (A_{n})_{n\in \mathbb {N} }} d’ensembles de K(E) décroissante au sens de l’inclusion admet une limite au sens de la distance de Hausdorff, à savoir {\displaystyle \bigcap _{n\in \mathbb {N} }{A_{n}}.}

### Propriété
Le calcul de la distance de Hausdorff peut se faire en utilisant une carte de distances.

### Comparaison de squelettes
Selon Choi et Seidel (de), la distance de Hausdorff telle qu'elle est définie n'est pas adaptée à la comparaison de formes par leur squelette pondéré. En effet, la squelettisation est une transformation très sensible aux perturbations apparaissant dans les formes. Même si la distance de Hausdorff de deux formes est très faible (les formes sont très similaires), leurs squelettes respectifs peuvent être très différents. Ainsi, la distance de Hausdorff entre des squelettes peut ne pas correspondre à la similarité de leurs formes d'origine.
Afin de résoudre ce problème, Choi et Seidel ont proposé de remplacer la distance euclidienne par la distance hyperbolique dans le calcul de la distance de Hausdorff.